# Al-Sha'irah
Al-Sha'irah (tiếng Ả Rập: الشعيرة) là một ngôi làng ở phía bắc Syria nằm trong phó huyện Qalaat al-Madiq thuộc huyện al-Suqaylabiyah ở tỉnh Hama. Theo Cục Thống kê Trung ương Syria (CBS), al-Sha'irah có dân số 529 trong cuộc điều tra dân số năm 2004.